# Gutenbergplatz (Mainz)

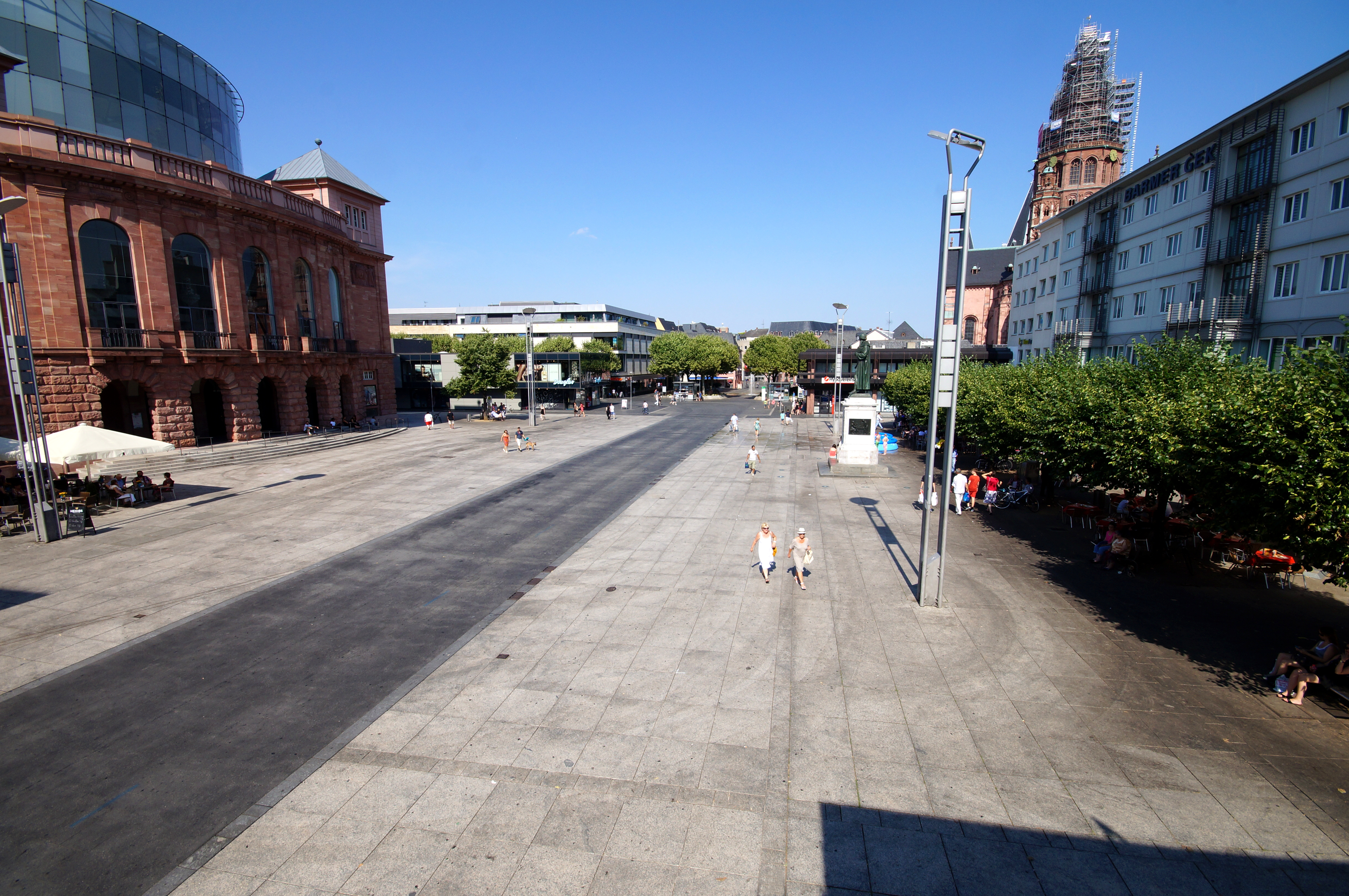
Der Gutenbergplatz in Mainz-Altstadt: Links sieht man das Staatstheater Mainz, rechts sind auf dem Gutenbergplatz das Gutenberg-Denkmal und darüber der Mainzer Dom zu erkennen.

Der Gutenbergplatz ist ein baukulturell und städtebaulich bedeutender Platz in Mainz-Altstadt. Er wurde nach dem gebürtigen Mainzer Johannes Gutenberg benannt. Der Gutenbergplatz ist der größte und bedeutendste Platz in der Mainzer Innenstadt. Der Platz ist aufgrund seiner sozialen und städtebaulichen Geschichte als Denkmalzone ausgewiesen.

## Geschichte

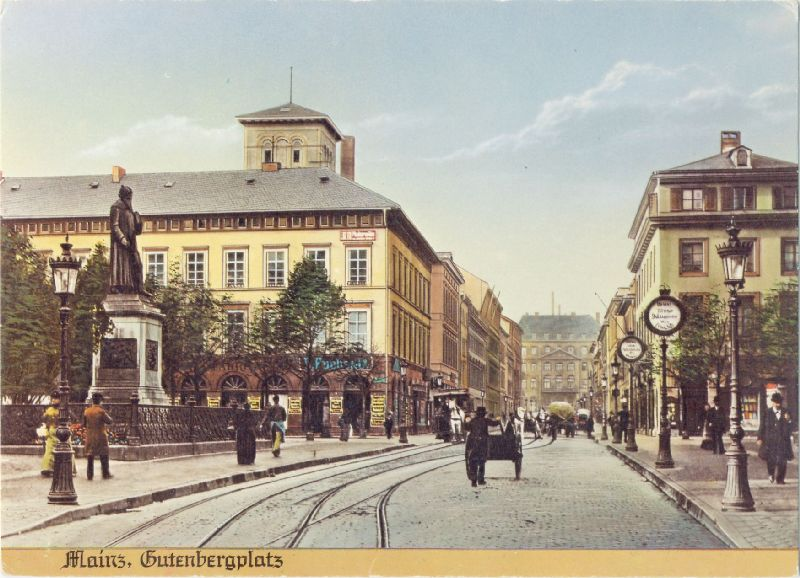
Blick Richtung Schillerplatz. Links sieht man das Gutenberg-Denkmal, auf dem Boden sind Schienen der von 1883 bis 1904 verkehrenden Mainzer Pferdebahn zu erkennen (um 1900)

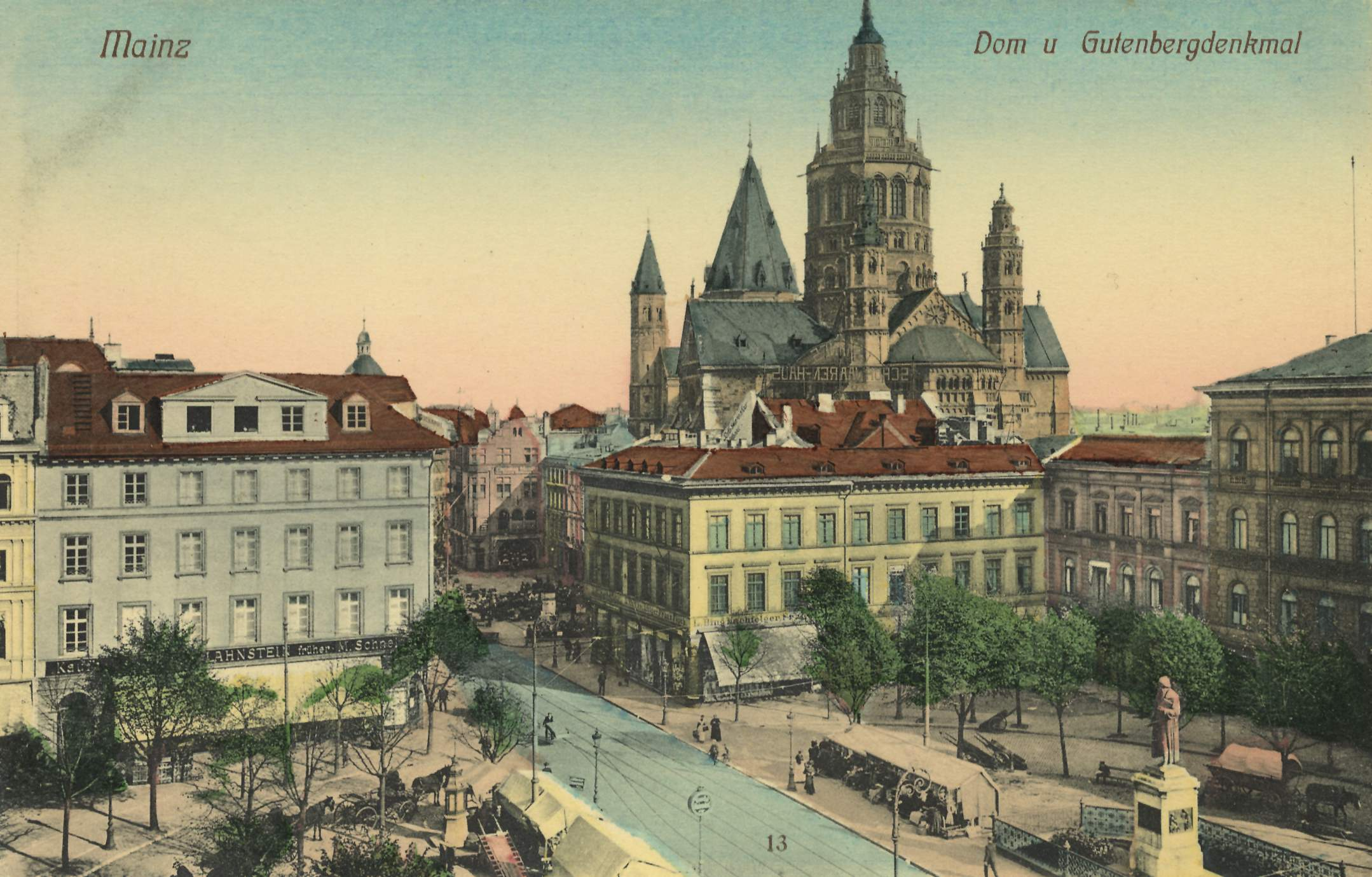
Blick Richtung Höfchen und Mainzer Dom (um 1900)

Mainz und seine Innenstadt waren Anfang des 19. Jahrhunderts nach den Koalitionskriegen und der Belagerung von Mainz 1793 schwer zerstört. Während der Besetzung von Mainz ab 1792 und der Einbindung in die Erste Französische Republik ab 1801 wurde das französische Mainz zur Hauptstadt des Département du Mont-Tonnerre. Mainz wurde am 22. Juni 1804 auf Anordnung von Napoleon Bonaparte zu einer Bonne ville de l’Empire français. Am 1. Oktober 1804 beschloss Napoleon Bonaparte in einem Dekret den Bau einer neuen Paradestraße und einer repräsentativen Fläche im Herzen der Mainzer Innenstadt. Der französische Architekt Eustache de Saint-Far sollte in Napoleon Bonapartes Auftrag die Neugestaltung des Stadtviertels planen. Eustache de Saint-Far wurde 1802 „Ingénieur en chef au corps Impérial des Ponts et Chaussées du Département Mont Tonnerre et de la Sarre“.
Zu dem neuen Platz plante Eustache de Saint-Far eine vom Schillerplatz abgehende Straße. Den Anfangspunkt dieser Straße bildete der Bassenheimer Hof als Point de vue. 1809 begann der Bau der Straße mit dem Namen „Grande Rue Napoléon“, 1814 wurde die Straße in „Neue Straße“ umbenannt. Später wurde die Straße nach Ludwig I. von Hessen-Darmstadt umbenannt. Den Namen Ludwigsstraße trägt sie bis heute. Wegen der Anlage der Straße und des Gutenbergplatzes mussten einige Gebäude abgerissen werden. So wurden unter anderem die Kirche des Agnetenklosters, die Sebastianskapelle, die im Auftrag von Dompropst Graf Damian Friedrich von der Leyen zwischen 1781 und 1786 durch François Ignace Mangin errichtete Mainzer Dompropstei und die Ruine der von 1742 bis 1746 im Auftrag durch Balthasar Neumann errichteten Jesuitenkirche abgerissen. Aufgrund der andauernden Koalitionskriege und der damit verbundenen Geldknappheit musste das groß angelegte Projekt einer neuen Paradestraße und eines dazugehörigen Platzes am Anfang der Errichtung abgebrochen werden.
Durch die Kriegszerstörungen war die Fläche des geplanten Gutenbergplatzes stark verwüstet, auf dem Platz waren einige Ruinen vorhanden. Daher fertigte Brigade-General Rudolf Eickemeyer ein Gutachten mit Datum vom 20. März 1801 „Ueber die Ausführung des Planes zur Wiedererbauung des in der Gegend der Domkirche durch die preußische Belagerung abgebrannten Teils der Stadt Mainz“ an. Bis zum Abbruch des Projektes wurde lediglich ein Gebäude am Platz fertiggestellt. Der größte Teil der Platzerrichtung geschah unter Aufsicht des Stadtbaumeisters Augustin Wetter in einem neuen Anlauf ab 1819. Zu dieser Zeit arbeitete außerdem der Architekt und Stadtplaner Georg Moller bedeutend mit. Nach wissenschaftlichen Forschungen wurde unter Mollers Wirkung wahrscheinlich die Südseite des Platzes besonders monumental und in einheitlichem Stil gestaltet. Zudem sollten nach seinen Plänen Belvederetürme an Gebäuden am Gutenbergplatz angebracht werden. Das wurde allerdings nur am Bauwerk Gutenbergplatz 2 realisiert. Ende des 19. Jahrhunderts war die Ludwigsstraße schließlich durchgehend bebaut. Das Bauen am Gutenbergplatz dauerte noch bis in die 1870er Jahre. Dabei hielt man sich immer noch an die meisten Details in den Bauplänen von Eustache de Saint-Far, obwohl er bereits rund 50 Jahre tot war. Ausnahmen waren die geschlossenen Arkaden und die fehlenden Balkone am Gutenbergplatz. 1873 wurde gegenüber dem heutigen Staatstheater Mainz ein repräsentatives Bauwerk errichtet. Seine Stilformen aus der Neorenaissance erzeugten mit dem Staatstheater auf der anderen Platzseite ein architektonisches Zusammenspiel.

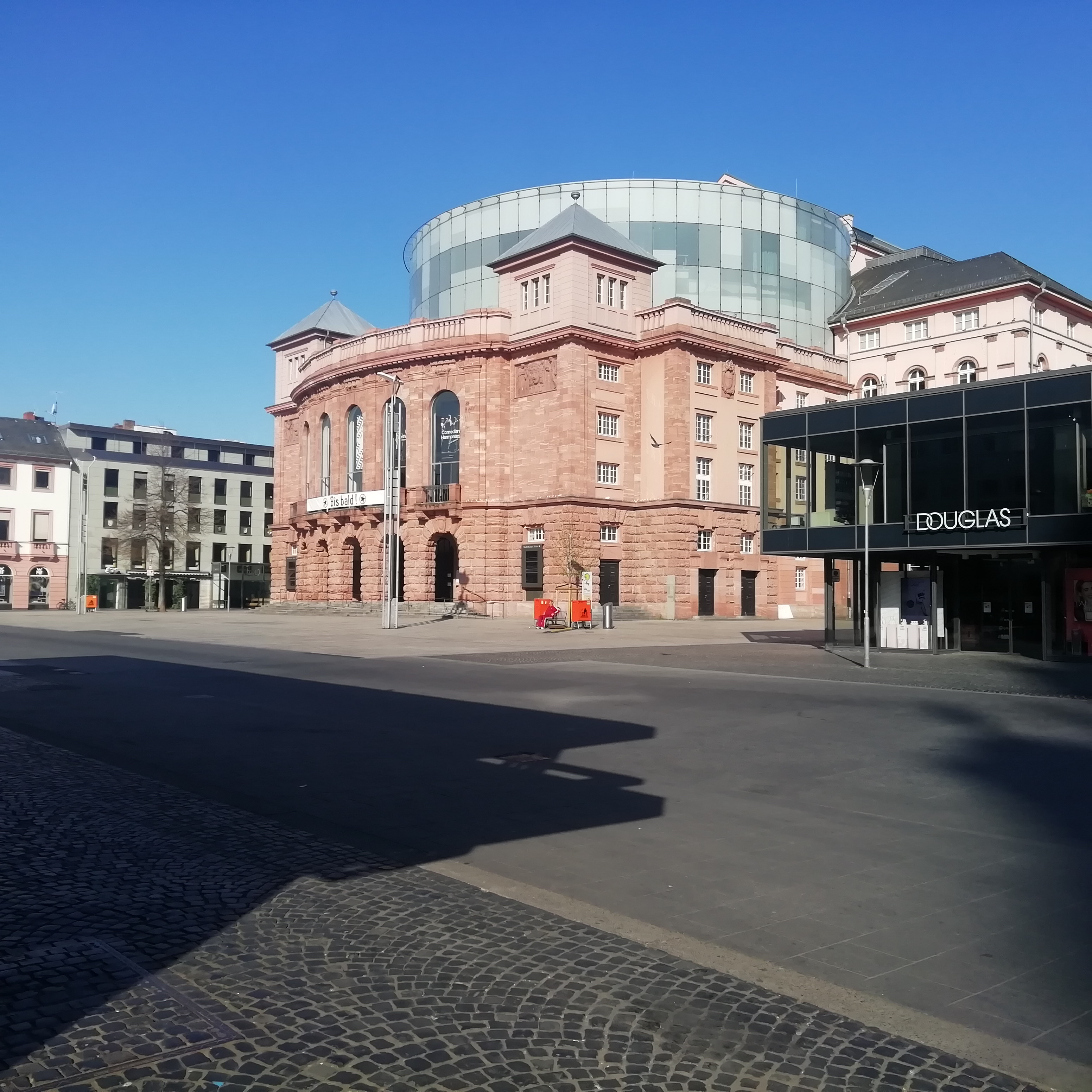
Blick auf das Staatstheater Mainz (2020)

Während des Zweiten Weltkriegs wurden sowohl die Ludwigsstraße als auch der Gutenbergplatz beschädigt. In der Nachkriegszeit nach dem Zweiten Weltkrieg in Deutschland begann der Wiederaufbau. Unter anderem wurden das Staatstheater und 1950 auf alten Kellerresten am südöstlichen Platzende der zweigeschossige Pavillon Gutenbergplatz 16 neu errichtet. Architekt dieses Gebäudes war Kurt Barth. Viele weitere Gebäude am Gutenbergplatz wurden in den folgenden Jahren nach dem Vorbild des Bauwerks Gutenbergplatz 16 erbaut.
Ab 1961 wurde die Ludwigsstraße nach Plänen von Ernst May verbreitert. Durch die von Richard Jörg und Adolf Bayer konzipierte niedrige Kammbebauung an der Ludwigsstraße entstand eine Sichtachse zum Mainzer Dom. Am Gutenbergplatz wurden während dieser Ausbaumaßnahmen auch zahlreiche zweigeschossige Pavillons errichtet. Die Wirkung der Ludwigsstraße gegenüber dem Gutenbergplatz als bedeutende Straße in Mainz wurden im 20. Jahrhundert übernommen und durch einige Bauprojekte unterstrichen. In einem Dokument des Arbeitskreises zur Stadtplanung und Denkmalpflege am Kunstgeschichtlichen Institut der Johannes-Gutenberg-Universität Mainz wird kritisch angemerkt, „…daß die Einbeziehung des Gutenbergplatzes diesen zu einem Teil der Ludwigstraße degradiert, ihn kaum noch als eigenen Platz wirken läßt und somit zu einem Identitätsschwund des Platzes geführt“ habe.

## Architektur

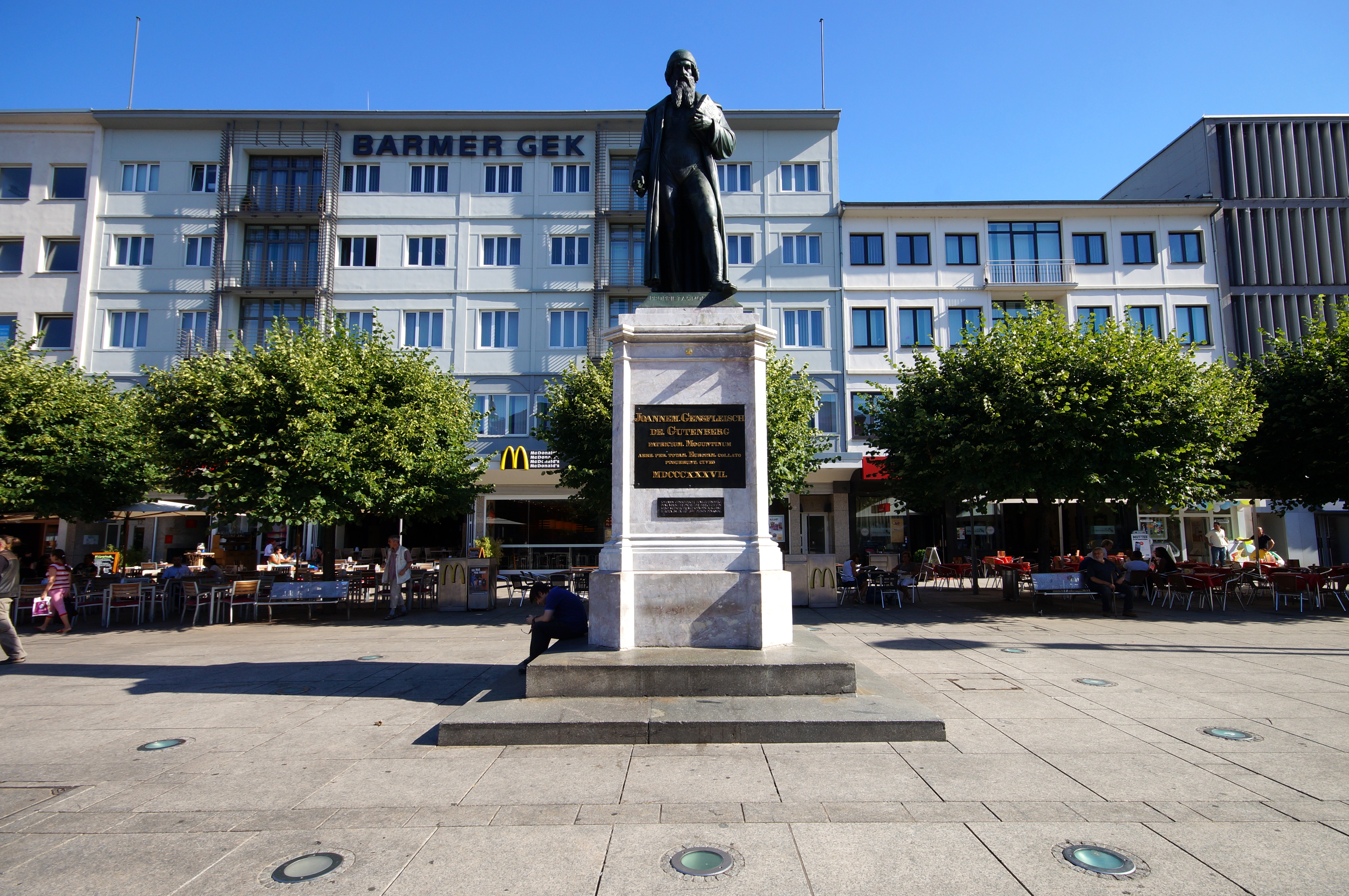
Das Gutenberg-Denkmal in der Mitte des Gutenbergplatzes (2013)

Der Gutenbergplatz befindet sich im Herzen der Mainzer Innenstadt. Der Platz leitet im Osten optisch die Reihung der Plätze vor dem Mainzer Dom ein. Zunächst war auch eine Zusammenfassung der Plätze Höfchen und Markt zu einem ovalen Platz geplant. Dadurch sollten kleine Radialstraßen optisch hervorgehoben werden. Diese Pläne wurden jedoch nicht verwirklicht. Nach den Plänen von Eustache de Saint-Far sollte der Platz an seinem südlichen Teil an einer neuen zu einem zu errichtenden Justizgebäude führenden Straße enden. Auf der gegenüberliegenden Seite stellte ab 1833 der in vierjähriger Bauzeit errichtete Bau des Staatstheaters Mainz den Platzabschluss dar. Den Mittelpunkt des Platzes bildete ab 1837 das von Bertel Thorvaldsen errichtete Gutenberg-Denkmal. Im Westen führt die Ludwigsstraße zum Schillerplatz mit dem Fastnachtsbrunnen und dem Bassenheimer Hof.
Eustache de Saint-Far nahm sich bei der Gestaltung des Gutenbergplatzes ein Vorbild an den Bauten von Jean-Nicolas-Louis Durand. Sein Mitarbeiter François-Auguste Cheussey hatte bei Durand studiert. Nach seinen Plänen sollte der Platz einen quadratischen Grundriss haben, seine Mitte sollte von einem Denkmal verdeutlicht sein. Das Denkmal sollte durch Kolonnaden umschlossen sein, Eustache de Saint-Far nannte sie „pour les temps de foire“. Die Platzränder sollten Arkaden architektonisch hervorheben. Durands Einfluss auf Eustache de Saint-Fars Baupläne kann man in einem Cippus auf einem Brunnendenkmal sehen. Vom Gutenbergplatz aus ist der Mainzer Dom sichtbar. 
Das heutige Erscheinungsbild des Gutenbergplatzes und der Ludwigsstraße wurde von Ernst May entscheidend geprägt. Er stellte einmal über die Ludwigsstraße und den Gutenbergplatz folgendes fest:

„Die Ludwigstraße selbst (wird), einem früheren Planungsvorschlag folgend, durch eine rhythmische Aufreihung in neuzeitlichen Formen gehaltener zweistöckiger Pavillons ein charakteristisches Gepräge erhalten.“

## Trivia

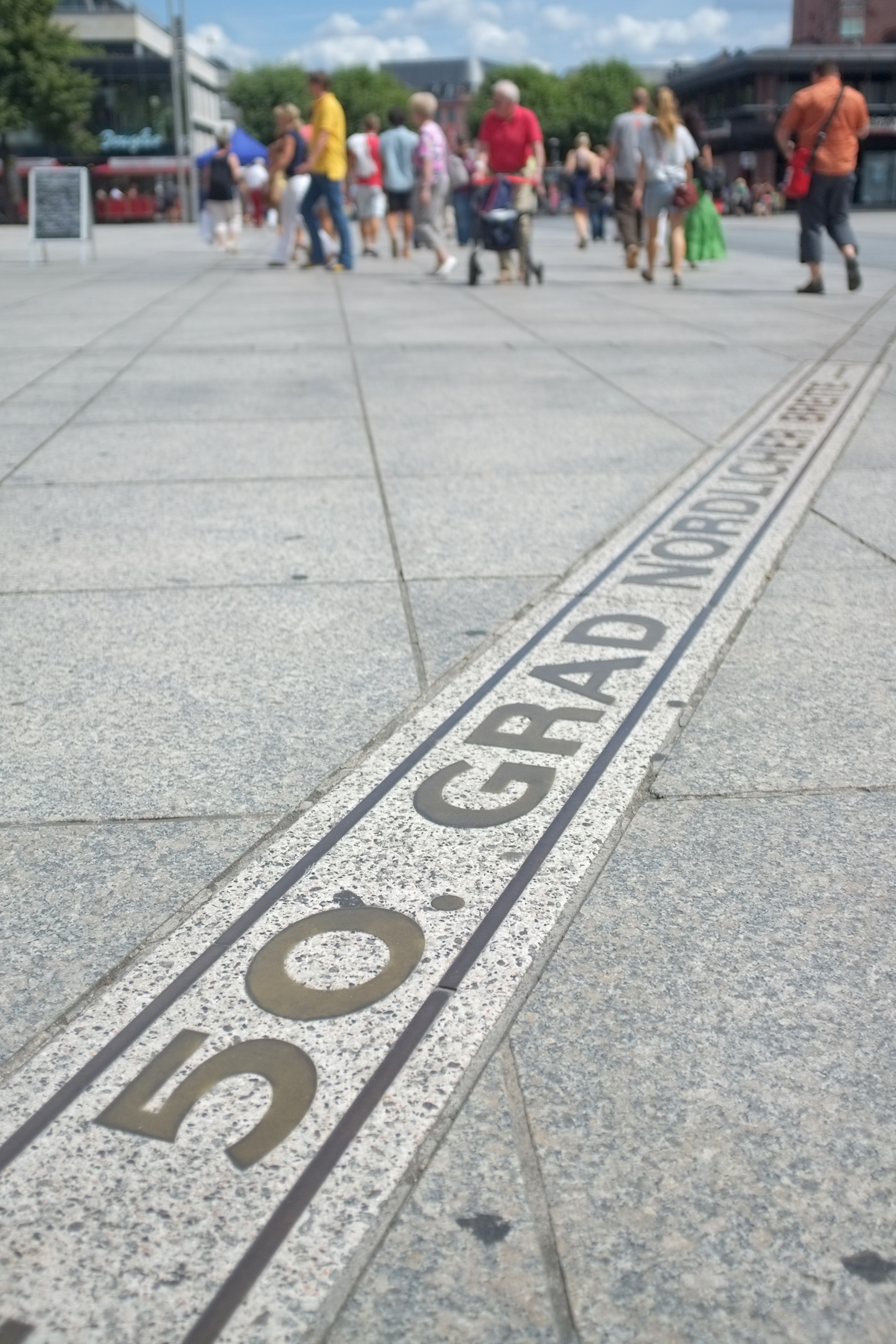
Markierung des 50. Breitengrades

50. Grad nördlicher Breite abseits des Gutenbergplatzes

Der 50. Grad nördlicher Breite, der quer durch die Mainzer Innenstadt verläuft, ist auf dem Gutenbergplatz touristisch wirksam durch ein Band in der Pflasterung markiert, auf dem zwischen zwei Metallschienen mit Eisenlettern die Beschriftung 50. GRAD NÖRDLICHER BREITE steht. Ein an der Ostseite eingelassener stilisierter Globus markiert die Lage des Breitengrades auf der Erdkugel.
Im aktuell verwendeten WGS-84-Referenzsystem liegt der 50. Breitengrad etwa 120 Meter nördlich dieser Markierung, er schneidet das Staatstheater und die Alte Universität und quert den Rebstockplatz zentral.